# Kekoskee (Wisconsin)
Kekoskee es una villa ubicada en el condado de Dodge en el estado estadounidense de Wisconsin. En el Censo de 2010 tenía una población de 161 habitantes y una densidad poblacional de 251,67 personas por km².

## Geografía
Kekoskee se encuentra ubicada en las coordenadas 43°31′33″N 88°33′46″O / 43.52583, -88.56278. Según la Oficina del Censo de los Estados Unidos, Kekoskee tiene una superficie total de 0.64 km², de la cual 0.6 km² corresponden a tierra firme y (6.88%) 0.04 km² es agua.

## Demografía
Según el censo de 2010, había 161 personas residiendo en Kekoskee. La densidad de población era de 251,67 hab./km². De los 161 habitantes, Kekoskee estaba compuesto por el 98.14% blancos, el 0% eran afroamericanos, el 0% eran amerindios, el 0% eran asiáticos, el 0% eran isleños del Pacífico, el 0% eran de otras razas y el 1.86% pertenecían a dos o más razas. Del total de la población el 1.86% eran hispanos o latinos de cualquier raza.